# Валутна субституция
Валутната субституция е замяната на националното платежно средство с една или няколко чуждестранни валути като средство за парично обръщение и/или спестявания, без чуждестранните валути да придобиват статут на законно платежно средство.
В икономически план валутната субституция е синоним на една от формите на доларизация, която описва подобно явление – неофициална (действителна, частична, сенчеста) доларизация.
Банкнотите в историята на парите заместват монетите и предполагат развит паричен оборот, крепейки се на авторитета на държавната власт, респективно на държавната принуда. Последното, скрепено с паричния монопол, позволява държавни разходи без съответстващите им държавни приходи. Гаранция срещу последното е т.нар. златен стандарт. От друга страна, появата на т.нар. финансови деривати предполага и развит търговски оборот. Финансовите деривати допълнително надуват и раздуват стойността на валутата, особено ако последната се ползва за валутна субституция от международните търговски контрагенти на държавния емитент, както се случва на практика с щатския долар през втората половина на XX век. След шока „Никсън“ от 1971 г. на практика се заличава разликата финансови деривати и банкноти в резултат от премахването на златния стандарт. Шокът бележи началото на световния валутен и финансов либерализъм, с който на практика щатският долар заменя златото като стандарт и гаранция за обезпечение в стоки и услуги.
След края на Първата световна война възстановяването на златния стандарт се оказва невъзможно. През 1925 г. той е възстановен във Великобритания, но има частичен успех. Голямата депресия го изпраща окончателно в историята като универсален фикционен еквивалент на световното производство и търговия. В края на Втората световна война, извлекли си поуките от предходната световна война, съюзническите лидери решават създаването на т.нар. Бретън-Удска система с цел неповторение на световната икономическа криза от 1929 г. Тази система действа до 1971 г., когато на практика въз основа на негласен консенсус в международната търговия – предходният т.нар. златен стандарт е заменен с фикционния доларов стандарт, позволявайки на щатския долар да обсеби изцяло международните разплащания, достигайки историческо ниво от 88%.